# Acronicta rumicis rumicis
Acronicta rumicis rumicis é uma subespécie de insetos lepidópteros, mais especificamente de traças, pertencente à família Noctuidae.
A autoridade científica da subespécie é Linnaeus, tendo sido descrita no ano de 1758.
Trata-se de uma subespécie presente no território português.